# 居酒屋の庭 (ステーンの絵画)
『居酒屋の庭』（いざかやのにわ、独: Der Wirtshausgarten、英: The Tavern Garden）は、オランダ黄金時代の画家ヤン・ステーンが1661-1663年にキャンバス上に油彩で制作した絵画である。画面左下に画家の署名がある。1829-1830年にプロシアの王宮から移され、現在、ベルリン絵画館に所蔵されている。

## 作品
ステーンは、中流市民や農民の風俗を卑俗になることを怖れずに描き出した。本作に表現されているのは、人物の服装させ変えれば、今日でもヨーロッパの田舎町で見られるような居酒屋の風景である。17世紀のオランダでは、外出すると最後に居酒屋 (宿屋) の庭に立ち寄るのが習慣であった。
前景には、パーゴラの下で夕食をしている家族が詳細に表されている。母親はピューターの水差しから子供に酒を与えている。左側の父親かもしれない男はニシンの皮を取り除いており、それを彼の足元の犬が物欲しそうに見つめている。テーブルの背後には、エビや干し魚の入った籠を腕から下げている魚屋がいる。彼はおそらく画家ステーン自身である。居酒屋の主人で、酒の醸造業者でもあったステーンは、人間生活の悲喜劇の最も鋭い観察者であった。
ステーンは幅広い主題で絵画を描いたが、居酒屋の場面はよく手掛けたものであった。彼の通常の風刺的な明快さは本作においては互いに飲食を楽しむ訪問客の描写に取って代わられており、斜めから射す光は画面から生じる平和な夕方の雰囲気という印象を高めている。そのため、子供にビールを飲ませる母親を描くことにより、ステーンが何か道徳的ないし教訓的な意図を持っていたのかどうかは不明である。なお、鑑賞者の方を向いて笑っている左側の男と魚屋の男は、このような場所に子供を連れてくることのおかしさを示しているのかもしれない。 